# Varia
A Varia a Mézga Aladár különös kalandjai című magyar rajzfilmsorozat hetedik része, a sorozat epizódjaként a Mézga család huszadik része.

## Cselekmény
Géza és Máris szomszéd sakkoznak. Máris megjegyzést tesz arra, hogy Aladár egyfolytában hálóingben mászkál otthon, ezután Aladár nem csinálja meg Kriszta házi feladatát a kétismeretlenes egyenlettel, mondván délután együtt volt az utcán két ismeretlennel. Géza ezt rendkívül viccesnek találja, de Paula és a jelenlévő Máris szomszéd hatására meg kell büntetnie a fiát. Ő bezárkózik, így abban maradnak, hogy az éhség majd kihozza. Közben Aladár ismét űrutazásra indul, és egy olyan bolygóra mennek, amit Blöki fedezett fel. Különlegessége, hogy egyfolytában változttaja az alakját. Leszállást követően eltűnik a Gulliverkli a folyton változó világban, így meg kell keresniük. Megtudják, hogy egy bizonyos diktátort kell keresniük, aki nem katonai, hanem divatdiktátor, és a bolygónak ő az egyetlen igazi élő lakója, a többiek ugyanis kipusztultak, amikor egyszer télen nyári kollekciót adott rájuk. Követeli, hogy Aladár asszisztáljon neki, amire nemet mond, majd Blöki egy hatalmas vázával teszi ártalmatlanná. Így már befolyásolni se tudja a környezetet, könnyedén elrepülhetnek a bolygóról. Otthon Aladár kimegy egy darab csontért Blökinek a konyhába, Géza előtt pedig megjátssza, hogy alvajáró.  

## Alkotók
- Rendezte: Gémes József, Nepp József, Ternovszky Béla
- Írta: Nepp József, Romhányi József
- Dramaturg: Komlós Klári
- Zenéjét szerezte: Deák Tamás
- Operatőr: Neményi Mária
- Hangmérnök: Bársony Péter
- Vágó: Hap Magda
- Lektor: Lehel Judit
- Háttér: Magyarkúti Béla
- Rajzolták: Apostol Éva, Bakai Károlyné, Bánki Katalin, Bélay Tibor, Cser Tamásné, Hernádi Tibor, Jónák Tamás, Kaim Miklós, Kálmán Katalin, Koltai Jenő, Kovács István, Lőcsey Vilmosné, Lőte Attiláné, Rajkai György, Rofusz Ferenc, Szemenyei András, Szemenyei Mária, Zsilli Mária
- Munkatársak: Csonka György, Gyöpös Katalin, Kanics Gabriella, Németh Kálmánné, Zsebényi Béla
- Színes technika: Dobrányi Géza
- Gyártásvezető: Szigeti Ágnes
- Produkciós vezető: Gyöpös Sándor, Kunz Román

Készítette a Magyar Televízió megbízázásól a Pannónia Filmstúdió

## Szereplők
- Mézga Aladár: Némethy Attila
- Blöki: Szabó Ottó
- Mézga Géza: Harkányi Endre
- Mézgáné Rezovits Paula: Győri Ilona
- Mézga Kriszta: Földessy Margit
- Dr. Máris Ottokár: Tomanek Nándor
- Diktátor: Somogyvári Rudolf
- Szerelmes lány: Kovács Klára
- Szerelmes fiú; Udvari költő: Pathó István
- Küklopsz: Farkas Antal
- Lányok: Pálos Zsuzsa, Felföldi Anikó, Kovács Klára
- Vörös nyíl: Gyenge Árpád